# Albin Weingerl
Albin Weingerl, slovenski skladatelj, zborovodja in pedagog, * 25. februar 1923, Šentjernej na Dolenjskem, † 10. januar 2010
Preden je stopil na poti glasbe, je bil zaposlen na železnici; med NOB je bil partizan, po vojni pa urednik revije Ciciban. Na Akademiji za glasbo v Ljubljani je leta 1953 končal študij glasbene zgodovine, leta 1956 pa študij kompozicije (razred Blaža Arniča). Do upokojitve je deloval kot pedagog na glasbenih šolah v Medvodah, Trbovljah, Kamniku in Ljubljani.
Kot skladatelj se izogiba avantgardni in eksperimentalni glasbi. Je avtor orkesterskih, zborovskih in komornih skladb.